# Sågvätarbäcken
 Sågvätarbäcken is een van de (relatief) kleine riviertjes/beekjes die het Zweedse eiland Gotland rijk is. De waterweg voert het water af van het moeras Sågväter, direct in de Oostzee. Het kan dan ook beter gezien worden als kreek. Dat moeras bevat niet veel water meer, waardoor de afvoer in zomer en herfst droog komt te staan. In winter en lente is er sprake van het omgekeerde, een zeer snelle stroming over de rotsige bodem. Het gebied rond het moeras is natuurreservaat. 